# Ivano-Earîzivka, Țarîceanka
Ivano-Earîzivka (în ucraineană Івано-Яризівка) este un sat în comuna Babaikivka din raionul Țarîceanka, regiunea Dnipropetrovsk, Ucraina.

## Demografie
Componența lingvistică a localității Ivano-Earîzivka
     Ucraineană (95,61%)
     Rusă (4,39%)
Conform recensământului din 2001, majoritatea populației localității Ivano-Earîzivka era vorbitoare de ucraineană (95,61%), existând în minoritate și vorbitori de rusă (4,39%).